# Nicolas Berthelot
Pour les articles homonymes, voir Berthelot.
Nicolas Berthelot, né le 26 juillet 1964 à Paris, est un tireur sportif français.

## Biographie
Nicolas Berthelot participe à l'épreuve de carabine à air comprimé à 10 mètres lors des Jeux olympiques d'été de 1984 à Los Angeles et termine quatrième. Le natif de Paris concourt à la même épreuve quatre ans plus tard, aux  Jeux olympiques de Séoul et décroche cette fois-ci la médaille d'argent. 

## Récompenses
- Prix Claude Foussier de l'Académie des sports en 1988.